# The Extremist
The Extremist – album studyjny amerykańskiego gitarzysty Joe Satrianiego. Wydawnictwo ukazało się 21 lipca 1992 roku nakładem wytwórni muzycznej Relativity Records. Płyta dotarła do 22. miejsca listy Billboard 200 w Stanach Zjednoczonych. 
Pochodzące z płyty kompozycje „Friends” i „Summer Song” dotarły odpowiednio do 12. i 5. miejsca listy Mainstream Rock w USA. 22 grudnia 1992 roku płyta uzyskała status złotej w Stanach Zjednoczonych.
Pochodząca z płyty kompozycja „The Extremist” była nominowana do nagrody Grammy w kategorii Best Rock Instrumental Performance.

## Lista utworów
Opracowano na podstawie materiału źródłowego.
Muzyka: Joe Satriani (utwory (2-10), Andy Johns (utwór 1).
1. „Friends” – 3:28
2. „The Extremist” – 3:43
3. „War” – 5:47
4. „Cryin'” – 5:42
5. „Rubina's Blue Sky Happiness” – 6:10
6. „Summer Song” – 5:00
7. „Tears in the Rain” – 1:18
8. „Why” – 4:44
9. „Motorcycle Driver” – 4:58
10. „New Blues” – 6:57

## Twórcy
Opracowano na podstawie materiału źródłowego.
| - Joe Satriani – gitara rytmiczna, gitara prowadząca, banjo, gitara dobro, gitara basowa, instrumenty klawiszowe, harmonijka ustna, mandolina, produkcja muzyczna, aranżacje - Matt Bissonette – gitara basowa - Gregg Bissonette – perkusja - Paulinho Da Costa – instrument perkusyjne - Brett Tugle – organy - Doug Wimbish – gitara basowa - Bernie Grundman – mastering - Dan Bosworth – asystent - David Plank – asystent - Julie Last – asystent - Michael Reiter – asystent - Michael Semanick – asystent | - Simon Phillips – perkusja, tamburyn - Phil Ashley – syntezatory, instrumenty klawiszowe - Andy Johns – produkcja muzyczna, inżynieria dźwięku, aranżacje - John Cuniberti – inżynieria dźwięku, produkcja muzyczna - Bart Stevens – inżynieria dźwięku - Bongo Bob – perkusja elektroniczna, instrumenty perkusyjne - Jeff Campitelli – cymbały - Kathy Milone – oprawa graficzna - David Bett – oprawa graficzna - Mick Brigden – oprawa graficzna - Matt Mahurin – oprawa graficzna - Neil Zlozower – zdjęcia - Bill Graham – management |

## Wydania
| Rok  | Nr katalogowy          | Format        | Wytwórnia                        | Region            | Źródło |
| ---- | ---------------------- | ------------- | -------------------------------- | ----------------- | ------ |
| 1992 | REL 471672 1, 471672 1 | LP, Album     | Relativity Records               | Europa            | [ 1 ]  |
| 1992 | 471672 2               | CD            | Relativity Records               | Stany Zjednoczone | [ 1 ]  |
| 1992 | EPC 471672 2, 471672 2 | CD, Album     | Epic Records, Relativity Records | Europa            | [ 1 ]  |
| 1992 | 88561-1053-2           | CD, Album     | Relativity Records               | Stany Zjednoczone | [ 1 ]  |
| 1997 | EK 68026               | CD, Album, RM | Epic Records                     | Stany Zjednoczone | [ 1 ]  |

## Listy sprzedaży
| Lista               | Kraj              | Pozycja |
| ------------------- | ----------------- | ------- |
| Billboard 200       | Stany Zjednoczone | 22      |
| Sverigetopplistan   | Szwecja           | 35      |
| ARIA Charts         | Australia         | 29      |
| RIANZ               | Nowa Zelandia     | 16      |
| Schweizer Hitparade | Szwajcaria        | 11      |
| VG-lista            | Norwegia          | 5       |